# Breakout (Foo Fighters)
Breakout è un singolo del gruppo musicale statunitense Foo Fighters, pubblicato il 18 settembre 2000 come quarto estratto dal terzo album in studio There Is Nothing Left to Lose.
Il brano è stato utilizzato per la colonna sonora del film Io, me & Irene, oltre ad apparire nel programma di MTV Making the Video e nei videogiochi LEGO Rock Band e Portal.

## Video musicale
Nel video compaiono Dave Grohl, che interpreta un ragazzo che soffre di personalità multipla (come succede al personaggio di Jim Carrey nel film Io, me & Irene), e Traylor Howard, che interpreta sia nel video che nel film il ruolo della fidanzata del ragazzo. Nel video sono presenti anche Tony Cox, Anthony Anderson, e la madre di Grohl, Ginny, che interpreta la donna anziana che gli mostra il dito medio mentre lui guida l'automobile.
Il video è inoltre il primo a mostrare il chitarrista Chris Shiflett, entrato nei Foo Fighters nello stesso periodo.

## Tracce
Testi e musiche dei Foo Fighters, eccetto dove indicato.
CD (Australia)
1. Breakout – 3:21
2. Monkey Wrench (Live in Australia) – 4:02
3. Next Year (Live in Australia) – 4:13

CD (Europa)
1. Breakout – 3:21
2. Learn to Fly (Live from Sydney) – 4:04
3. Stacked Actors (Live from Sydney) – 5:28

CD (Giappone)
1. Breakout – 3:21
2. Iron and Stone – 2:53 (The Obsessed)
3. Ain't It the Life (Live - Acoustic) – 4:42
4. Learn to Fly (Live from Sydney) – 4:02
5. Stacked Actors (Live from Sydney) – 5:28

CD (Regno Unito – parte 1)
1. Breakout – 3:21
2. Iron and Stone – 2:52 (The Obsessed)
3. Learn to Fly (Live from Sydney) – 3:38

CD (Regno Unito – parte 2)
1. Breakout – 3:21
2. Monkey Wrench (Live in Australia) – 4:23
3. Stacked Actors (Live from Sydney) – 5:21

7" (Regno Unito)
- Lato A

1. Breakout – 3:21

- Lato B

1. Stacked Actors (Live from Sydney) – 5:21

## Formazione
Gruppo
- Dave Grohl – voce, chitarra, batteria
- Nate Mendel – basso
- Taylor Hawkins – batteria

Produzione
- Adam Kasper – produzione, registrazione, missaggio
- Foo Fighters – produzione
- John Nelson – assistenza al missaggio
- Bob Ludwig – mastering

## Classifiche
| Classifica (2000) | Posizione massima |
| ----------------- | ----------------- |
| Paesi Bassi       | 63                |
| Regno Unito       | 29                |